# (12251) 1988 TO1
1988 تي أو 1 (ويعرف أيضًا باسم (12251) 1988 تي أو 1 وفق تسمية الكوكب الصغير) (بالإنجليزية: 1988 TO1)‏ هو كويكب ضمن حزام الكويكبات؛ وترتيبه 12251 من حيث الاكتشاف.
اكتُشف هذا الجُرم الفلكي بواسطة Yoshiaki Oshima ‏ في 9 أكتوبر 1988.

## وصلات خارجية
- (12251) 1988 TO1 في قاعدة بيانات مختبر الدفع النفاث لأجرام النظام الشمسي الصغيرة

- الاكتشاف · مخطط المدار ·  العناصر المدارية · المعلمات المادية

- (12251) 1988 TO1 على موقع ويكي سكاي: DSS2, SDSS, GALEX, IRAS, Hydrogen α, X-Ray, Astrophoto, Sky Map, Articles and images